# È tutto vero (singolo)
È tutto vero è un singolo della cantautrice italiana Ditonellapiaga, pubblicato il 12 gennaio 2024 come secondo estratto dal secondo album in studio Flash.

## Descrizione
Il brano è stato scritto dalla cantautrice stessa insieme a Edoardo Castroni e Edoardo Ruzzi e prodotto da okgiorgio e Brail.
Riguardo al significato della canzone, la cantautrice ha affermato:
E quando il chiacchiericcio diventa troppo rumoroso per essere ignorato rimane solamente una cosa da fare: caricarsi della giusta dose di autoironia e confessare che hanno ragione tutti e non ha ragione nessuno, che non è vero niente o che forse in realtà è vero tutto, perché in fin dei conti a volte la verità è così poco interessante.»
In un'intervista per Rolling Stone Italia ha inoltre aggiunto:
Musicalmente si tratta di un groove uptempo dance, contraddistinto dall'uso della cassa dritta, della batteria e di synth bass e caratterizzato da sonorità house di fine anni '90. Il brano è composto con un tempo allegro di 124 battiti per minuto e in tonalità di Do maggiore.

## Tracce
Testi di Margherita Carducci, Edoardo Castroni ed Edoardo Ruzzi, musiche di Giorgio Pesenti e Iacopo Sinigaglia.
1. È tutto vero – 2:48

## Video musicale
Il video musicale relativo al brano, diretto da Michele Formica, è stato pubblicato sul canale YouTube della cantautrice in concomitanza con l'uscita del singolo. Esso è stato girato nella palestra di una scuola vicina al quartiere romano di Tuscolano.